# Vanilla borneensis
Vanilla borneensis är en orkidéart som beskrevs av Robert Allen Rolfe. Vanilla borneensis ingår i släktet Vanilla och familjen orkidéer. Inga underarter finns listade i Catalogue of Life.